# Furiani
Furiani är en kommun i departementet Haute-Corse på ön Korsika i Frankrike. Kommunen ligger i kantonen Bastia 6e (Canton Furiani-Montésoro) som tillhör arrondissementet Bastia. År 2022 hade Furiani 6 308 invånare.

## Befolkningsutveckling
Antalet invånare i kommunen Furiani
Referens:INSEE